# سرطان آلت مردی
سرطان آلت مردی (انگلیسی: Penile cancer) به رشد سلول‌های بدخیم پوست یا بافت آلت تناسلی مردان گفته می‌شود. حدود ۹۵٪ از سرطان‌های آلت مردی از نوع کارسینوم سلول سنگفرشی است. دیگر انواع این سرطان شامل کارسینوم سلول مرکل، کارسینوم سلول کوچک و ملانوما نادرند.